# Chris Corbould
Christopher „Chris“ Corbould (* 5. März 1958 in London) ist ein britischer Spezialeffektkünstler. Seit Ende der Siebziger ist er in dieser Funktion an den James-Bond-Filmen beteiligt und ist damit das längstgediente noch aktive Filmstabsmitglied der Reihe hinter den Produzenten selbst.

## Leben
Chris Corbould wurde 1958 als Sohn von Clifford Corbould (1928–2022) geboren. Seine Brüder Ian Corbould (* 1959), Paul Corbould (* 1961) und Neil Corbould (* 1962) sowie seine Schwester Gail Courbould (* 1966) sind ebenfalls als Spezialeffektkünstler tätig.
Corbould arbeitete erstmals 1975 noch während seiner Schulzeit an Tommy, der Verfilmung der Rock-Oper von The Who mit, den sein Onkel, der Regisseur Colin Chilvers, inszenierte. Er gab kurz darauf die Schule auf und begann eine Lehre bei einer Spezialeffekt-Firma in den Pinewood Studios. Die ersten Jahre wurde er im Abspann nicht genannt, darunter bei Filmen wie Der Adler ist gelandet, Superman II – Allein gegen alle und Superman III – Der stählerne Blitz. Seit Moonraker 1979 arbeitete er an den Bond-Filmen und wurde 1987 erstmals namentlich im Abspann vom Hauch des Todes genannt. Im Laufe der Jahre stieg er dort vom Spezialeffekt-Assistenten zum Leiter der Spezialeffekte auf.
Corbould war seit 1996 mehrfach für den British Academy Film Award nominiert und erhielt den Preis erstmals 2011 für Inception, für den er auch mit dem Oscar prämiert wurde. Er erhielt den Ehrendoktor-Titel von der Southampton Solent University und der University of Hertfordshire. Mit seiner Arbeit an den Bond-Filmen ist er mehrfach im Guinness Buch der Rekorde geführt: Für Spectre verantwortete er die „Größte Filmstunt-Explosion“ in der marokkanischen Wüste mit 8.140 l Kerosin und 24 Ladungen mit je 1 kg Sprengstoff. Für das Finale von Keine Zeit zu sterben zündete er am 8. März 2019 die „Größte Sprengladung in einer einzigen Filmeinstellung“ mit 136,4 kg TNT in Salisbury Plain, England.
Er ist seit 1986 mit der Spezialeffekt-Einkäuferin Lynne Corbould verheiratet, mit der er zwei Kinder hat.

## Filmografie (Auswahl)
- 1976: Der Adler ist gelandet (The Eagle Has Landed)
- 1979: James Bond 007 – Moonraker – Streng geheim (Moonraker)
- 1980: Superman II – Allein gegen alle (Superman II)
- 1981: James Bond 007 – In tödlicher Mission (For Your Eyes Only)
- 1983: Superman III – Der stählerne Blitz (Superman III)
- 1985: James Bond 007 – Im Angesicht des Todes (A View to a Kill)
- 1987: James Bond 007 – Der Hauch des Todes (The Living Daylights)
- 1989: James Bond 007 – Lizenz zum Töten (Licence to Kill)
- 1992: Alien 3 (Alien³)
- 1995: James Bond 007 – GoldenEye
- 1997: James Bond 007 – Der Morgen stirbt nie (Tomorrow Never Dies)
- 1999: Die Mumie (The Mummy)
- 1999: James Bond 007 – Die Welt ist nicht genug (The World Is Not Enough)
- 2002: James Bond 007 – Stirb an einem anderen Tag (Die Another Day)
- 2005: Batman Begins
- 2006: James Bond 007: Casino Royale
- 2008: James Bond 007: Ein Quantum Trost (Quantum of Solace)
- 2008: The Dark Knight
- 2010: Inception
- 2011: X-Men: Erste Entscheidung (X-Men: First Class)
- 2012: John Carter – Zwischen zwei Welten (John Carter)
- 2012: The Dark Knight Rises
- 2012: James Bond 007: Skyfall
- 2015: James Bond 007: Spectre
- 2015: Star Wars: Das Erwachen der Macht
- 2017: Star Wars: Die letzten Jedi
- 2018: Christopher Robin
- 2018: Der Nussknacker und die vier Reiche (The Nutcracker and the Four Realms)
- 2021: James Bond 007: Keine Zeit zu sterben (No Time to Die)

## Auszeichnungen (Auswahl)
- 1996: BAFTA-Film-Award-Nominierung für James Bond 007 – Goldeneye
- 2000: BAFTA-Film-Award-Nominierung für Die Mumie
- 2006: BAFTA-Film-Award-Nominierung für Batman Begins
- 2007: BAFTA-Film-Award-Nominierung für James Bond 007: Casino Royale
- 2009: BAFTA-Film-Award-Nominierung für Ein Quantum Trost
- 2009: BAFTA-Film-Award-Nominierung für The Dark Knight
- 2009: Oscar-Nominierung für The Dark Knight
- 2011: Oscar für Inception
- 2011: BAFTA Film Award für Inception
- 2013: BAFTA-Film-Award-Nominierung für The Dark Knight Rises
- 2016: BAFTA Film Award für Star Wars: Das Erwachen der Macht
- 2016: Oscar-Nominierung für Star Wars: Das Erwachen der Macht
- 2018: BAFTA-Film-Award-Nominierung für Star Wars: Die letzten Jedi
- 2018: Oscar-Nominierung für Star Wars: Die letzten Jedi
- 2019: Oscar-Nominierung für Christopher Robin
- 2022: BAFTA-Film-Award-Nominierung für James Bond 007: Keine Zeit zu sterben
- 2022: Oscar-Nominierung für James Bond 007: Keine Zeit zu sterben